# Облачно с кюфтета
„Облачно с кюфтета“ (на английски: Cloudy with a Chance of Meatballs) е американски компютърно анимиран филм от 2009 г. Филмът излиза на 16 септември 2009 г.
Местен учен често е смятан за провал, докато не изобрети машина, която може да накара храната да пада от небето. Но той не знае, че нещата ще се объркат.

## Синхронен дублаж

### Озвучаващи артисти
| Роля           | Изпълнител |
| -------------- | --- |
| Флинт          | Иван Велчев |
| Сам            | Мина Костова |
| Тим            | Георги Тодоров |
| Бебето Брент   | Пламен Чернев |
| Кмета          | Илия Иванов |
| Мани/Стив      | Явор Караиванов |
| Ърл            | Георги Стоянов |
| Кал            | Мартин Желанков |
| Други гласове: | Албена Павлова Милица Гладнишка Ния Ралинова Петя Абаджиева Емил Димитров Илия Иванов Константин Костов Лъчезар Стефанов Майкъл Зарков Мирослав Цветанов Павел Петков Стоян Алексиев Тодор Димитров Чавдар Бозаджиев |

### Екип
| Обработка           | Александра Аудио   |
| ------------------- | ------------------ |
| Режисьор на дублажа | Георги Стоянов     |
| Превод и адаптация  | Христо Христов     |
| Mixage              | Христо Дерменджиев |